# Economia de Nauru
A riqueza de Nauru, desde o tempo da colonização, está concentrada na exploração de fosfato, mas as reservas estão praticamente esgotadas, além dos mercados tradicionais deste produto estarem também em baixa. No entanto, as exportações daquele produto deram aos nauruanos, durante algum tempo, um dos mais altos rendimentos per capita do Terceiro Mundo. Com esta receita, o governo de Nauru construiu em Melbourne, na Austrália, um dos edifícios mais altos daquela cidade, que foi outra importante fonte de rendimentos mas, infelizmente, a má gestão e a corrupção levaram a um endividamento excessivo, que levou o governo de Nauru a vender aquele edifício por mais de 150 milhões de US$.
Nos anos 90, Nauru introduziu o sistema de paraíso fiscal e rapidamente se tornou um dos destinos favoritos para dinheiro sujo da máfia russa, chegando a conseguir um “capital” de cerca de 70 biliões de dólares, segundo uma estimativa do Banco Central da Federação Russa. Isto levou a OCDE a identificar Nauru como um dos 15 paraísos fiscais que não cooperavam na luta contra a lavagem de dinheiro. Com a legislação internacional reforçada contra estas operações, também esta "riqueza" está com os dias contados.
Nauru é dependente em ajuda econômica externa, em sua maioria da Austrália, Taiwan e Nova Zelândia.

## Centro de detenção de Nauru
O centro de detenção de Nauru foi criado pelo governo australiano em 2001, com concordância nauruana, para abrigar 800 refugiados e requerentes de asilo pela chamada Solução Pacífica da Austrália. O centro é visto por nauruanos como uma importante fonte de oportunidades de emprego, juntamente da garantia de 20 milhões de dólares australianos para atividades de desenvolvimento.